# Середньочеський кубок з футболу 1937
Середньочеський кубок 1937 (чеськ. Stredoceský Pohár 1937) — двадцятий розіграш футбольного кубку Середньої Чехії. Фінальний матч змагань, у якому мали зустрітись «Спарта» (Прага) і «Славія» (Прага), не відбувся.

## Історія турніру
Комітет по проведенню кубка 25 травня 1937 року затвердив регламент змагань. За попереднім розкладом перший раунд мав розпочатись 11 липня, а фінальна гра — 15 серпня. «Славія» і «Спарта» мали стартувати з 5 раунду (півфіналу) 8 серпня. Через переноси і перегравання змагання затягнулось. Це викликало незадоволення у клубів, футбольних чиновників і громадськості. Перший півфінал між «Славією» і «Богеміансом» був зіграний 2 вересня, а ось представники другої півфінальної пари «Спарта» і «Кладно» довго не могли домовитись і у підсумку зіграли аж 30 січня 1938 року.
Затягування змагань і невдоволення його учасників, а також загострення загальної політичної ситуації в країні призвели до того, що фінальний матч змагань між «Спартою» і «Славією» так і не відбувся. Мало того, проведення кубку було призупинене до 1940 року.

## Результати матчів
1/4 фіналу
- «Богеміанс» (Прага) — «Спарта» (Міхле) — 5:2
- «Кладно» — «Вікторія» (Жижков) — 4:0

1/2 фіналу
- 2.09.1937. «Славія» (Прага) — «Богеміанс» (Прага) — 7:1 (Біцан-4, Шимунек-2, Горак — Ржига)[1]
  - Славія: Планічка, Черний, Даучік, Боушка, Ножирж, Єзбера, Горак, Щимунек, Біцан, Копецький, Г.Прокоп
  - Богеміанс: Лаціна, Петржик, Врба, Прокоп, Лангаус, Голас, Ржига, Шимек, Дика, Дласк, Югер
- 30.01.1938. «Спарта» (Прага) — «Кладно» — 5:2 (Радо-2, Неєдлий, Земан, Сенецький — Клоз, Седлицький)[2]
  - Спарта: Вехет, Бургр, Чтиржокий, Коштялек, Боучек, Кольський, Ржига, Сенецький, Земан, Неєєдлий, Радо
  - Кладно: Тихий, Шмейкал, Я.Кусала, Козогорський, Сватон, Новий, Йон, Клоз, Прохазка, Юнек, Седлицький

## Фінал
|  |

| «Спарта» (Прага) | не відбувся | «Славія» (Прага) |
| ---------------- | ----------- | ---------------- |
|                  |             |                  |

|  |